# Märzstil
Märzstil ist eine Bezeichnung für eine Kalenderrechnung, die mit dem 1. März beginnt. Er wird unterschieden vom Annunciationsstil, der mit dem 25. März beginnt.

## Geschichte
Der römische Kalender begann bis in das Jahr 153 v. Chr. mit dem 1. März. Danach wurde der 1. Januar offizieller Jahresbeginn. Im Merowingerreich und bei den Langobarden galt der März als erster Monat des Jahres. Hinweise darauf gibt es auch bei den Alemannen. In Venedig galt der 1. März bis 1797 als erster Tag des Jahres, woraus der More Veneto abgeleitet ist. 
Auch im altrussischen Kalender in der Kiewer Rus war der 1. März der Beginn des Jahres. Der Kalender entsprach dem byzantinischen, der allerdings am 1. September begann. Bis in das 12. Jahrhundert wurde dessen Jahreszählung mit einem halben Jahr Verzögerung übernommen (Märzstil, russisch мартовский стиль), danach wurde mit der Jahreszählung ein halbes Jahr früher begonnen (Ultramärzstil, russisch ультрамартовский стиль). Im späten 15. Jahrhundert wurde der Jahresbeginn auf den 1. September verlegt, 1700 auf den 1. Januar.